# Guadalupe (ostrov)
Guadalupe (španělsky Isla Guadalupe) je ostrov v Tichém oceánu, ležící 240 kilometrů západně od Kalifornského poloostrova. Má rozlohu 244 km² a žije na něm 213 stálých obyvatel. Administrativně ostrov náleží k městu Ensenada v mexickém státě Baja California a je nejzápadnějším obydleným místem Latinské Ameriky. Obyvatelé se věnují převážně rybolovu, nachází se zde také základna mexického námořnictva a meteorologická stanice.

## Geografie
Ostrov je tvořen dvěma štítovými sopkami, vystupujícími 1100 m nad dno okolního oceánu, převládajícími horninami jsou čedič a trachyt. Jeho povrch je skalnatý, nejvyšší horou je Monte Augusta (1324 m n. m.). Při jeho pobřeží se nacházejí neobydlené ostrůvky Islote Afuera, Islote Adentro a Islote Negro. Podnebí je suché (jen čtrnáct deštivých dnů v roce a průměrné roční srážky 108,5 mm), převážně subtropické a v nadmořské výšce nad 800 m mírné. Spolu s přilehlým pobřežím a souostrovím Channel Islands náleží Guadalupe do ekoregionu chaparral.

## Historie
První pozorovatelé ostrova Guadalupe jsou doloženi k roku 1602, kdy kolem proplula španělská expedice, kterou vedl Sebastián Vizcaín, na ostrově však nepřistála.
Od konce 18. století ostrov navštěvovali ruští a američtí lovci kožešin (tuleňů kožešinových, vydry a tuleňů sloních), kteří zdecimovali místní populaci lachtanů a na počátku 19. století vysadili na ostrovech kozy, což vedlo ke spasení většiny původní vegetace včetně unikátní olivivníkovité rostliny Hesperelaea. 
Situace se zlepšila až po vyhlášení ostrova chráněným územím v roce 1928. Typickou místní rostlinou je borovice montereyská, roste zde také cypřiš Forbesův, palma Brahea edulis a kaktus Cylindropuntia prolifera. Díky své izolaci ostrov oplývá endemickými živočišnými druhy, jako je lachtan guadelupský, jehla guadelupská a strnadec guadalupský. Dravý pták karančo guadeloupský byl vyhuben na přelomu 19. a 20. století, buřňáček guadalupský a místní poddruh králíčka amerického Regulus calendula obscurus jsou rovněž pokládány za vyhynulé. Pobřeží Guadalupe je jediným místem na světě, kde hnízdí buřňáček dlouhokřídlý. V moři okolo ostrova je mimořádně hojný žralok bílý, potápění v klecích za žraloky je díky čistotě zdejší vody hlavní turistickou atrakcí.

## Lázně Ravine Chaude

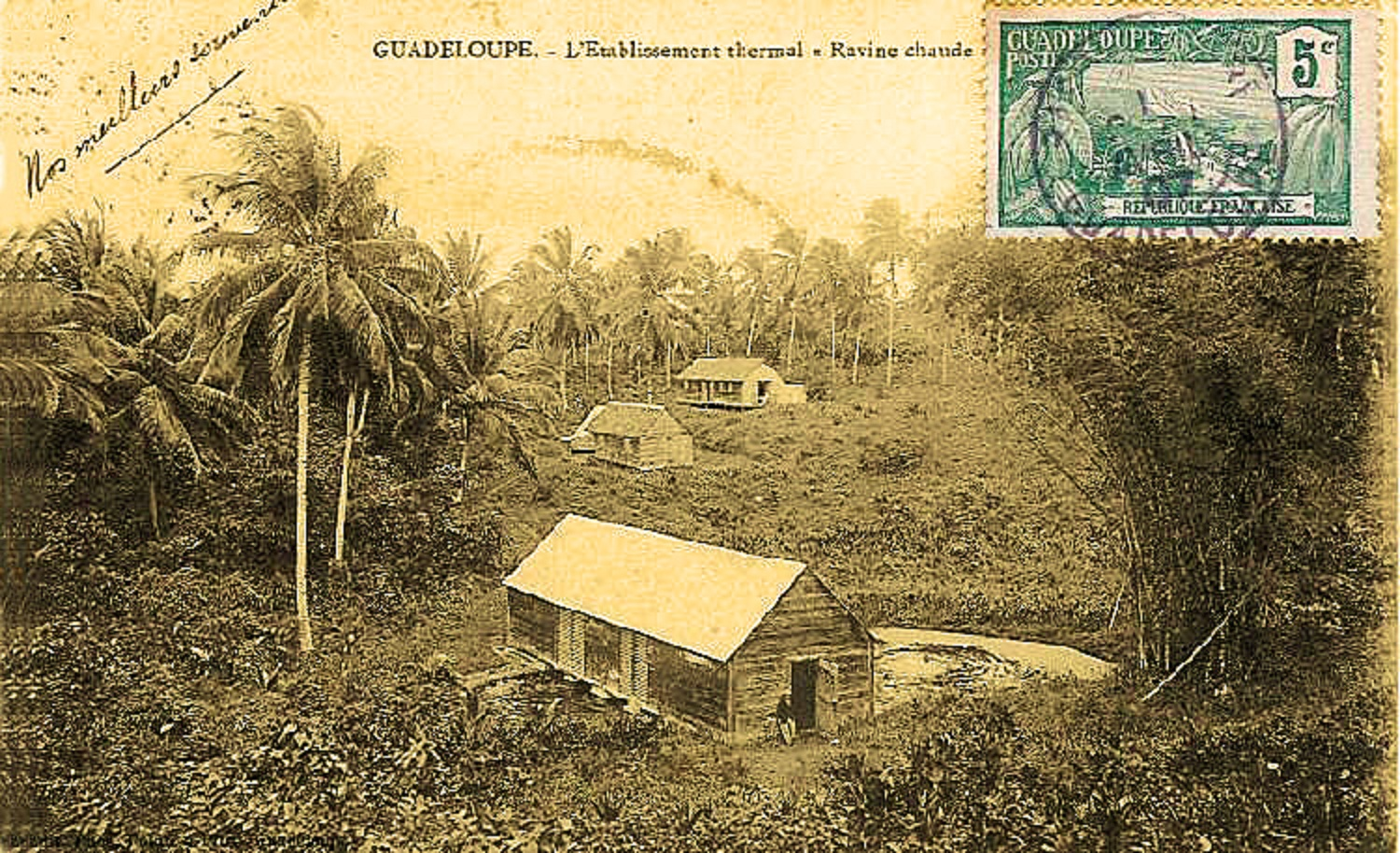
Lázně Ravine Chaude v roce 1913

Počátkem 20. století byly na severovýchodě ostrova při řece Guadaloupe pod sopkou Soufrière , v nadmořské výšce 110 m objeveny termální prameny a založeny první lázně Ravine Chaude, jež jsou od roku 1960 využívány ve velkém, k balneoterapii i k distribuci pitné minerální vody, jež má teplotu  33 °C a je bohatá na železo a vápník.  V současné době jsou lázně součástí města Lamentin.